# کوین وید
کوین وید (انگلیسی: Kevin Wade؛ زادهٔ ۹ مارس ۱۹۵۴) هنرپیشه، فیلم‌نامه‌نویس و تهیه‌کننده اهل ایالات متحده آمریکا است.

## گزیده فیلم‌شناسی
- دختر شاغل
- جونیور
- با جو بلک آشنا شوید
- خدمتکاری در منهتن